# Antonio Scarpa

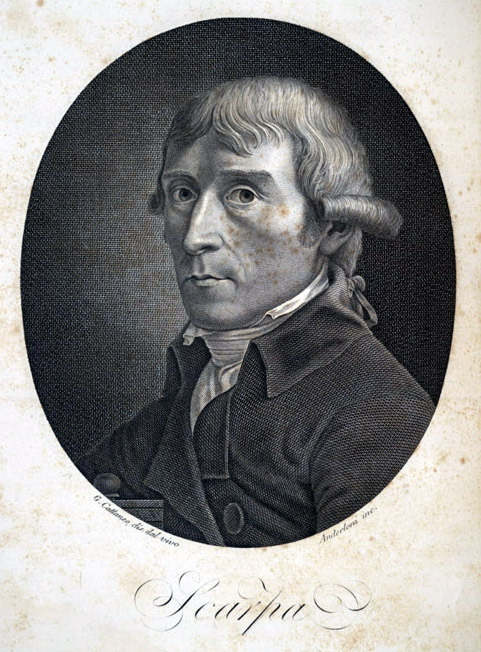
Antonio Scarpa, vor 1802

Antonio Scarpa (* 19. Mai 1752 in Motta di Livenza; † 31. Oktober 1832 in Bosnasco/Provinz Pavia) war ein italienischer Anatom und Chirurg sowie Hochschullehrer für beide Fächer. Er gilt als Vater der italienischen Heilkunde und ist Begründer der sogenannten norditalienischen Schule der Augenheilkunde.

## Leben und Wirken
Der Sohn eines Schiffers studierte ab 1766 an der Universität Padua Medizin und arbeitete gleichzeitig als Sekretär bei seinem Lehrer Giovanni Battista Morgagni. Im Jahr 1770 wurde er promoviert und ab 1772 hatte er eine Professur am Lehrstuhl für Anatomie und theoretische Chirurgie an der Universität von Modena. Dort wurde auf seine Initiative ein Anatomisches Theater eingerichtet und 1775 eingeweiht. In den Jahren 1781–1782 unternahm er eine Studienreise nach Frankreich und England. In Paris hatte er die persönliche Bekanntschaft von Kaiser Joseph II. gemacht, der inkognito als Graf von Falkenstein reiste. Joseph II. förderte ihn danach und durch seine Unterstützung wurde er 1784 auf den Lehrstuhl für Anatomie in Pavia berufen, wo er auch eine chirurgische Klinik eröffnete. Mit der finanziellen Unterstützung des Kaisers folgten Studienaufenthalte an den Universitäten Prag, Dresden, Leipzig, Berlin, Helmstedt, Göttingen. Ab 1786 war er auch als Chirurg am Militärspital in Modena tätig.
Im Jahr 1804 wurde er emeritiert, blieb aber bis 1812, als sein Sehvermögen stark nachgelassen hatte, weiterhin als Chirurg und Anatom tätig; auch als Lehrer. So suchte ihn etwa der deutsche Chirurg Cajetan von Textor, nachdem dieser 1808 promoviert worden war, auf, um in Pavia seine Kenntnisse zu erweitern. Der deutsche Anatom und Physiologe Ignaz Döllinger hatte sich bereits Ende des 18. Jahrhunderts bei Scarpa weitergebildet. 1805 wurde Scarpa zum Ersten Wundarzt Napoleons als König von Italien.
Sein Verdienst liegt vor allem in der Entwicklung der chirurgischen Anatomie. 1772 beschrieb er in einer Monographie den komplizierten anatomischen Bau des Innenohrs. Er beschrieb zudem unter anderem die Nervenversorgung des Herzens und des Mittelohres. Eines seiner Hauptgebiete war zudem die Behandlung des angeborenen Klumpfußes, den er 1803 erstmals beschrieb.
In den romanischen Ländern war er bei der Etablierung der Katarakt-Behandlung mittels reclinatio (statt der beim Starstich benutzen depressio lentis) zwar Vorreiter, wirkte durch seine Starstichmethode im Norden Italiens aber auch hemmend, während die süditalienische Schule (unter Battista Quadri, 1780–1851) bereits die Ausziehungsmethode des Stars praktizierte. Nach ihm sind das Scarpa-Dreieck (Trigonum femorale) und das Scarpa-Ganglion (Ganglion vestibulare) benannt.
Sein Kopf wurde nach seinem Tod von seinem Assistenten abgetrennt und ist im Universitätsmuseum von Pavia.

## Ehrungen
1780 wurde er auswärtiges Mitglied der Preußischen Akademie der Wissenschaften und 1808 zum auswärtigen Mitglied der Bayerischen Akademie der Wissenschaften ernannt. Am 5. Mai 1791 wurde er zum Mitglied („Fellow“) der Royal Society gewählt. Seit 1804 war er korrespondierendes und seit 1817 auswärtiges Mitglied (associé étranger) der Académie des sciences.

## Schriften (Auswahl)
- Observationes de structura fenestrae rotundae. Modena 1772 (Digitalisat).
- Anatomicae disquisitiones de auditu et olfactu. Pavia 1789 (Digitalisat).
- Tabulae neurologicae ad illustrandam historiam cardiacorum nervorum. Pavia 1794. (Digitalisat).
- Memoria chirurgica sui piedi torti congenita dei fanciulli. Comini, Pavia 1803 (Digitalisat).
- De anatome et pathologia ossium. Bizzoni, Pavia 1827 (Digitalisat).
- Saggio di osservazioni e d’esperienze sulle principali malattie degli occhi. Comini, Padua 1801 (Digitalisat) (5. Aufl., Pavia 1816, 2 Bde.)